# Авианосцы типа «Центавр»
Тип «Центавр» (англ. Centaur class) — серия британских лёгких авианосцев периода Второй мировой войны. Были созданы как более крупный по сравнению с предшествовавшими «Маджестиками» тип лёгких или «промежуточных» авианосцев, отличавшийся увеличенными размерами для операций с новыми, более тяжёлыми, самолётами. Всего было запланировано восемь кораблей этого типа, но окончание войны заставило отменить строительство четырёх из них, а четыре всё же начатых постройкой авианосца к тому времени не были даже спущены на воду.
В послевоенный период, в связи с экономическими трудностями, строительство авианосцев затянулось и в строй три из них вступили только в 1953—1954 годах. Четвёртый же, «Гермес», был принят на вооружение только в 1959 году, причём завершён он был по столь отличавшемуся от оригинального проекту, что обычно выделяется в отдельный тип. Остальные три авианосца, несмотря на частичную модификацию, оказались слишком малы для использования с новыми реактивными самолётами, поэтому «Центавр» был пущен на слом в 1965 году, а «Альбион» и «Булварк» были в 1959—1962 годах переоборудованы в десантные вертолётоносцы. В этой роли они несли активную службу вплоть до 1970-х годов, когда они были переведены в резерв и впоследствии отправлены на слом. «Гермес» же был переоборудован в десантный, а позднее в противолодочный вертолётоносец в 1970-х годах, но появление самолётов укороченного/вертикального взлёта и посадки позволило вновь переоборудовать его в авианосец. В таком виде он был в 1986 году продан Индии, где прослужил до 2017 года. В 2021 году был разобран на металл.

## Представители
| Название                                  | Номер | Верфь                       | Заложен                               | Спущен                                | В строю                               | Судьба                                          |
| ----------------------------------------- | ----- | --------------------------- | ------------------------------------- | ------------------------------------- | ------------------------------------- | ----------------------------------------------- |
| Центавр Centaur                           | R06   | Harland & Wolf              | 30.05.1944                            | 22.04.1947                            | 01.09.1953                            | снят с вооружения в 1965, пущен на слом         |
| Альбион Albion                            | R07   | Swan Hunter                 | 23.03.1944                            | 06.05.1947                            | 26.05.1954                            | снят с вооружения в декабре 1972, пущен на слом |
| Балварк Bulwark                           | R08   | Harland & Wolf              | 10.05.1945                            | 22.06.1948                            | 04.11.1954                            | снят с вооружения в 1984, пущен на слом         |
| Элефант Elephant Гермес Hermes Вираат विराट | R12   | «Виккерс-Армстронг», Бэрроу | 21.06.1944                            | 16.02.1953                            | 18.11.1959                            | продан Индии в 1986, списан 2012                |
| Эррогент Arrogant                         |       | Swan Hunter                 | строительство отменено в октябре 1945 | строительство отменено в октябре 1945 | строительство отменено в октябре 1945 | строительство отменено в октябре 1945           |
| Гермес Hermes                             |       | Cammell Laird               | строительство отменено в октябре 1945 | строительство отменено в октябре 1945 | строительство отменено в октябре 1945 | строительство отменено в октябре 1945           |
| Монмут Monmouth                           |       | Fairfield                   | строительство отменено в октябре 1945 | строительство отменено в октябре 1945 | строительство отменено в октябре 1945 | строительство отменено в октябре 1945           |
| Полифем Polyphemus                        |       | Devonport Dockyard          | строительство отменено в октябре 1945 | строительство отменено в октябре 1945 | строительство отменено в октябре 1945 | строительство отменено в октябре 1945           |